# 沃勒西 (英國國會選區)

本區在默西賽德郡的位置

沃勒西（英語：Wallasey），英國國會一自治市選區，位於英格蘭默西賽德郡威勒爾都會自治市東北部六個地方選區。
本區創設於1918年，1992年以前一直支持保守黨，但此後至今的當區議員為工黨的安吉拉·伊格爾。她在2010年大選中以51.8%選票成功連任。